# ليزل فسترمان
ليسيل ويستيرمان (بالألمانية: Liesel Westermann)‏ (و. 1944  م) هي منافسة ألعاب القوى ألمانية، هي عضوةٌ الحزب الديمقراطي الحر، شاركت في الألعاب الأولمبية الصيفية 1968، والألعاب الأولمبية الصيفية 1972.

## جوائز
حصلت على جوائز منها:
- ورقة الغار الفضية
- وسام الاستحقاق في ولاية شمال الراين وستفاليا

## روابط خارجية
- ليزل فسترمان على موقع الموسوعة البريطانية (الإنجليزية)
- ليزل فسترمان على موقع ميوزك برينز (الإنجليزية)
- ليزل فسترمان على موقع ديسكوغز (الإنجليزية)
- ليزل فسترمان على موقع أوليمبيديا (الإنجليزية)